# Jean Morel (militair)

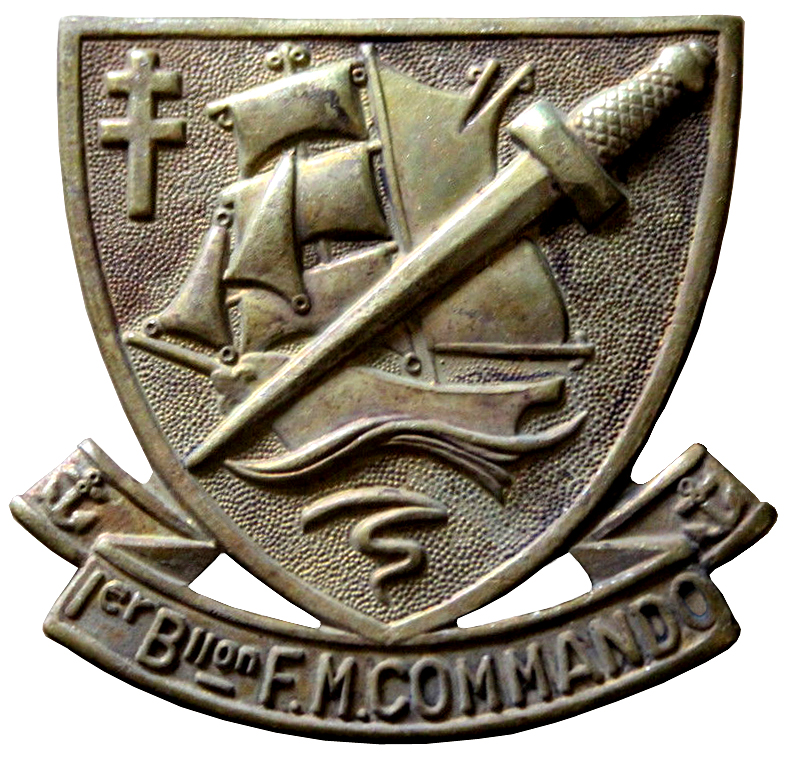
Insigne van het 1e bataljon fuseliers-commando's van de Franse vloot

Jean Morel (Parijs, 27 september 1922 – Saint-Malo, 24 november 2019) was een Frans militair in de legereenheid Vrije Fransen, onder leiding van generaal De Gaulle. Hij vocht mee in de landing in Normandië tijdens de Tweede Wereldoorlog.

## Levensloop
Morel werd geboren in het 15e arrondissement van Parijs in het jaar 1922. In 1939, bij het uitbreken van de Tweede Wereldoorlog, was hij leerling van de Kadettenschool. Hij was radio-operator. Hij weigerde na de overgave van Frankrijk aan Nazi-Duitsland (juni 1940) verder in Frankrijk te dienen. Hij vluchtte op 2 juli op een boot naar Engeland om in Plymouth aan te komen op 4 juli 1940. Hij sloot zich aan bij de Vrije Fransen, meer bepaald bij de vlootsoldaten ervan. Na een opleiding tot paracommando in Schotland, onder impuls van officier Philippe Kieffer, was Morel klaar voor speciale interventies achter de Duitse linies in het bezette Frankrijk. De bedoeling was om Morel te droppen in Lorient, doch dit plan ging niet door.
Vandaar vocht hij in operatie Overlord in juni 1944, ook bekend als de landing in Normandië. Hij was ingedeeld in het commando Philippe Kieffer, later genoemd het 1e bataljon Fusiliers Commandos (1er bataillon de Fusiliers Marins Commandos) van de Franse marine. Morel maakte deel uit van een gemengd Brits-Franse eenheid die landde op het strand van Ouistreham. Zijn commandant Kieffer geraakte gewond en riep hem toe Fais vite of doe het snel. Wekenlang vocht hij om Amfreville te bevrijden. Doorgestoten tot Bavent, geraakte Morel zwaar gewond in de buik en de benen. Hij werd afgevoerd en verzorgd in een militair hospitaal in Engeland. In 1946 werd Morel gedemobiliseerd.
Hij werkte later als elektrotechnicus in Bretagne en kwam jaren niet meer in Normandië. Pas vanaf 1983 nam hij deel aan herdenkingen in Ouistreham.
Hij stierf in zijn woonplaats Saint-Malo in 2019.